# Kirche am Lietzensee

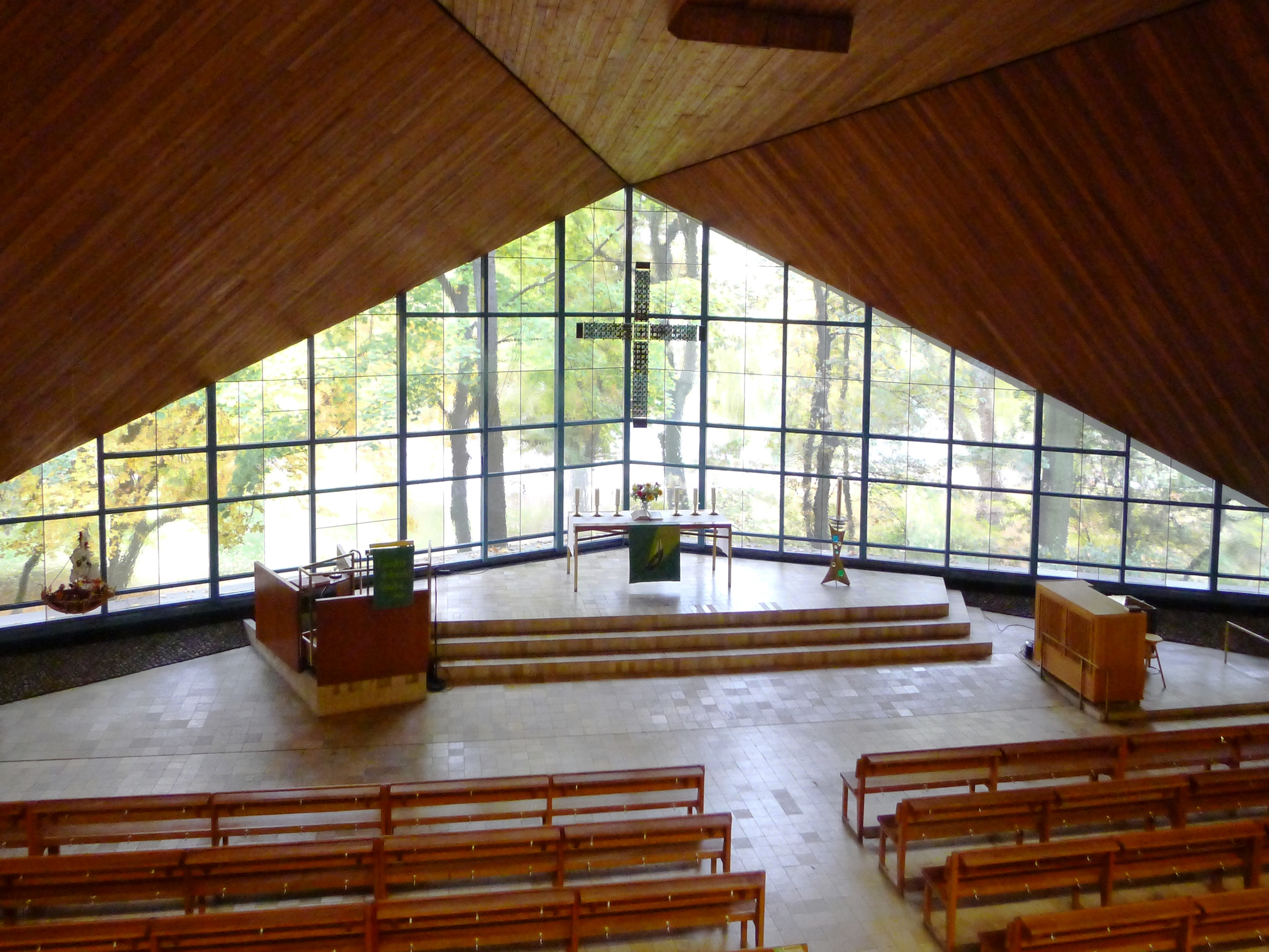
L'interno

La Kirche am Lietzensee (letteralmente: «chiesa al Lietzensee» – dal nome del piccolo lago sulle cui rive sorge) è una chiesa evangelica di Berlino, sita nel quartiere di Charlottenburg.
In considerazione della sua importanza architettonica, è posta sotto tutela monumentale (Denkmalschutz).